# Julia Zigiotti Olme
Julia Margareta Zigiotti Olme (* 24. Dezember 1997 in Upplands Väsby) ist eine schwedische Fußballnationalspielerin. Seit Ende Juli 2025 ist sie Vertragsspielerin von Manchester United.

## Karriere

### Vereine
Olme begann für den in ihrem Geburtsort ansässigen Bollstanäs SK mit dem Fußballspielen. 2012 bestritt sie als 15-Jährige fünf Spiele in der Norrettan (bis 2012 dritthöchste Liga in Schweden) und erzielte dabei zwei Tore. 2013 bestritt sie 14 Punktspiele in der Division 1 Norra Svealand (nun dritthöchste Liga), in denen sie sieben Tore erzielte und damit zum Aufstieg in die Elitettan beitrug. In dieser Spielklasse erzielte sie 2014 in 25 Spielen sieben Tore und half damit dem Verein als Viertletzter die Klasse zu halten. Zur Spielzeit 2015 wechselte sie zum Erstligisten AIK. Zwar konnte sie in 21 Spielen vier Tore erzielen, da ihren Mitspielerinnen aber nur sieben weitere Tore gelangen, stieg AIK am Saisonende als Tabellenletzter ab. Sie wechselte daraufhin zur Spielzeit 2016 zum Mitabsteiger und Lokalrivalen Hammarby IF. Hier konnte sie mit neun Toren in 25 Spielen dazu beitragen, dass Hammarby nach einem Jahr Zweitklassigkeit als Zweiter der Meisterschaft wieder erstklassig wurde. Mit acht Toren in 22 Spielen half sie mit, dass sich der Verein im Tabellenmittelfeld hielt. 2018 wechselte sie nach elf Spielen mit fünf Toren an die Westküste zum Kopparbergs/Göteborg FC, für den sie in weiteren elf Spielen sieben Tore erzielte und somit zur Vizemeisterschaft beitrug. Mit ihren 12 Saisontoren war sie viertbeste Ligatorschützin. Am 1. Mai 2019 gewann sie mit dem Verein den Svenska Cupen. Die Saison 2019 schloss sie mit dem Verein mit der Vizemeisterschaft ab, wobei sie in allen 22 Spielen eingesetzt wurde. In der UEFA Women’s Champions League 2019/20 scheiterte sie mit der Mannschaft im Sechzehntelfinale am deutschen Vizemeister FC Bayern München aufgrund der Auswärtstorregel, da das Heimspiel mit 1:2 verloren wurde und im Auswärtsspiel nur ein 1:0-Sieg gelang. Die Saison 2020 endete für sie mit ihrer ersten Meisterschaft. In der UEFA Women’s Champions League 2021/22 erreichte sie mit dem nun als BK Häcken antretenden Verein nach zwei Siegen im Qualifikationsfinale gegen Vålerenga Oslo die erstmals ausgetragene Gruppenphase. Hier konnten sie aber nur das Auswärtsspiel gegen Benfica Lissabon gewinnen, bei dem sie nicht eingesetzt wurde. Die anderen Spiele wurden verloren, so dass sie als Gruppenletzte ausschieden. Zigiotti kam in den zwei Qualifikationsspielen und drei Gruppenspielen zum Einsatz, wobei sie dreimal ausgewechselt wurde.
Im Januar 2022 erhielt sie einen Vertrag für 18 Monate beim englischen Erstligisten Brighton & Hove Albion, dessen Laufzeit im August 2023 ausgedehnt wurde.
Am 30. Juli 2024 wurde sie vom Bundesligisten FC Bayern München verpflichtet, der sie vertraglich bis zum 30. Juni 2026 an sich band. Am 31. Juli wurde sie von Manchester United unter Vertrag genommen, dessen Laufzeit auf zwei Jahren begrenzt ist, verbunden mit der Option, diese um ein weiteres Jahr auszudehnen.

### Nationalmannschaft
Zigiotti durchlief die Nachwuchsnationalmannschaften des SvFF in den Altersklassen U17, U19 und U23, bevor sie am 4. Oktober 2018 beim 2:1-Sieg über die Nationalmannschaft Norwegens als Einwechselspielerin in der 68. Minute, für die A-Nationalmannschaft in Helsingborg debütierte.
Mit der U17-Nationalmannschaft nahm sie im Jahr 2013 an den beiden Qualifikationsrunden für die Europameisterschaft 2014 teil, in der sie jeweils drei Spiele in der ersten und in der Eliterunde bestritt. In dieser war sie mit ihrer Mannschaft der U17-Nationalmannschaft Frankreichs im letzten Spiel der Gruppe D mit 0:1 unterlegen, gleichbedeutend mit dem Verpassen der Endrunde.
Erfolgreicher war sie mit der U19-Nationalmannschaft. Im Jahr 2014 nahm sie mit ihr an der Europameisterschaft teil, schied mit Platz 3 in der Gruppe B vorzeitig aus dem Turnier aus. Ein Jahr gewann sie mit ihrer Mannschaft den Titel, der im Jahr 2016 jedoch nicht verteidigt werden konnte, da sie mit ihrer Mannschaft zuvor in der zweiten Qualifikationsrunde die Endrunden-Qualifikation verpassten. Für die im November 2016 in Papua-Neuguinea ausgetragene U20-Weltmeisterschaft, als U19-Europameister von 2015 qualifiziert, wurde sie nicht nominiert.
Ihr erstes Länderspiel für die A-Nationalmannschaft bestritt sie am 4. Oktober 2018 in Helsingborg beim 2:1-Sieg über die Nationalmannschaft Norwegens als Einwechselspielerin in der 68. Minute. Fünf Tage später wurde sie in Cremona im Spiel gegen das Geburtsland ihrer Mutter ebenfalls eingewechselt. Mit 0:1 wurde das Spiel gegen die Nationalmannschaft Italiens verloren. Es folgten weitere Einsätze in einem Testspiel im Januar 2019 und im Turnier um den Algarve-Cup 2019, in dem sie bei der 1:2-Niederlage gegen die Nationalmannschaft Portugals mit der Gelb-Roten Karte des Spielfeldes verwiesen wurde, sowie in der unmittelbaren WM-Vorbereitung.
Am 16. Mai wurde sie auch für die WM nominiert. Bei der WM wurde sie in drei Spielen eingesetzt. Ihren ersten Einsatz hatte sie im Gruppenfinale gegen den Titelverteidiger aus den Vereinigten Staaten. Sie spielte erstmals über 90 Minuten, verlor jedoch mit ihrer Mannschaft mit 0:2. Als Gruppenzweiter erreichte sie mit ihrer Mannschaft die K.-o.-Runde, in der sie im Achtelfinale mit 1:0 gegen die Nationalmannschaft Kanadas gewannen. Im Viertelfinale gewannen die Schwedinnen nach 24 Jahren wieder ein Pflichtspiel gegen die deutsche Mannschaft und qualifizierten sich damit für das olympische Fußballturnier 2020. Im Halbfinale unterlagen sie Europameister Niederlande nach Verlängerung, sie wurde dabei in der 79. Minute eingewechselt. Anschließend konnte dann aber das Spiel um Platz 3 gegen die Nationalmannschaft Englands gewonnen werden, wobei sie zur zweiten Halbzeit eingewechselt wurde.
In der Qualifikation für die EM 2022 wurde sie fünfmal eingesetzt. Als Gruppensiegerinnen qualifizierten sich die Schwedinnen für die wegen der COVID-19-Pandemie um ein Jahr verschobene Endrunde. Für das aufgrund der Pandemie ebenfalls um ein Jahr verschobene olympische Fußballturnier wurde sie nicht nominiert. In der erfolgreichen Qualifikation für die WM 2023 hatte sie nur einen Kurzeinsatz.
Für die EM 2022 wurde sie nicht nominiert. In der erfolgreichen Qualifikation für die WM 2023 hatte sie lediglich einen 14-minütigen Kurzeinsatz beim 1:0-Sieg im zweiten Spiel gegen die Nationalmannschaft Irlands. Für die WM, die ihre Mannschaft auf Platz 3 abschlossen, wurde sie nicht nominiert.
Da erstmals das Abschneiden bei der WM für die europäischen Teams nicht entscheidend für die Qualifikation zu den Olympischen Spielen 2024 war, hatten die Schwedinnen, die als Dritte nicht qualifiziert gewesen wären, noch die Chance sich über das Turnier der Nations League 2023/24 für die Spiele in Paris zu qualifizieren. Die Schwedinnen konnten aber nur zwei Spiele gewinnen und verpassten als Gruppendritte nicht nur die Endrunde, bei dem um zwei Olympiatickets gespielt wurde und verpassten damit erstmals das olympische Fußballturnier. Zudem mussten sie auch in die Relegation. Hier setzten sie sich mit zwei 5:0-Siegen gegen die Nationalmannschaft Bosnien-Herzegowina durch, so dass sie in Liga A verblieben. Zigiotti kam in drei der sechs Gruppenspiele und einem der Play-off-Spiele zum Einsatz und erzielte bei der 3:5-Niederlage gegen den Weltmeister aus Spanien in der ersten Minute das erste Tor.
In der Qualifikation für die EM 2025 wurde sie in den sechs Gruppenspielen und drei von vier Play-off-Spielen eingesetzt, in denen sich die Schwedinnen für die EM-Endrunde qualifizierten. Am 11. Juni 2025 wurde sie für die EM-Endrunde nominiert. Sie kam in den vier Spielen ihrer Mannschaft zum Einsatz und schied mit ihr nach einem verlorenen Elfmeterschießen gegen Titelverteidiger England aus. Dabei war sie die erste erfolgreiche schwedische Schützin.

## Erfolge
Nationalmannschaft
- Dritter Weltmeisterschaft 2019
- U19-Europameister 2015

Vereine
- mit dem Kopparbergs/Göteborg FC:
  - Schwedischer Pokalsieger 2019
  - Schwedischer Meister 2020
- mit dem BK Häcken FF:
  - Schwedischer Pokalsieger 2021
- mit dem FC Bayern München:
  - Deutscher Meister 2025
  - DFB-Pokal-Sieger 2025
  - DFB-Supercup-Sieger 2024 (ohne Einsatz)